# Panicum paucinode
Panicum paucinode är en gräsart som beskrevs av Otto Stapf. Panicum paucinode ingår i släktet vipphirser, och familjen gräs. Inga underarter finns listade i Catalogue of Life.